# Assedio di Pavia (755)
L'assedio di Pavia ebbe luogo nel giugno del 755, quando l'esercito franco, guidato dal re Pipino il Breve circondò Pavia, allora capitale del regno longobardo, dove si era rinserrato re Astolfo.

## Antefatti
Dopo l’assemblea del regno tenuta a Pavia nel marzo del 750, Astolfo lanciò una grande offensiva contro i gli ultimi territori bizantini dell’Italia settentrionale, occupando  tutto ciò che si trovava tra il basso corso dell’Adige e l’Esino e arrivando a prendere Ravenna, dove l’esarca Eutichio si arrese al sovrano longobardo. L’attivismo di Astolfo preoccupò molto papa Stefano II: la presenza bizantina in Italia era, dopo le recenti conquiste longobarde, molto debole e, con una certa facilità, il re longobardo avrebbe potuto muovere contro Roma. Stefano II decise quindi di rivolgersi al re dei Franchi, Pipino il Breve, per fermare l’espansionismo di Astolfo. Tuttavia le trattative si protrassero a lungo, e nell’estate del 753, le forze del ducato di Benevento, su ordine del sovrano longobardo, attaccarono il confine meridionale del ducato romano, prendendo Ceccano e sbarrando la via Latina.
Stefano II cercò quindi, insieme agli inviati franchi e bizantini, di arrivare a una trattativa con Astolfo. Nell’ottobre del 753 il papa (accompagnato da alcuni membri dell’aristocrazia romana e dagli ambasciatori franchi e bizantini) si recò a Pavia, capitale del regno longobardo, per trattare un accordo direttamente con Astolfo. Le discussioni si protrassero inutilmente per circa un mese, al termine del quale Astolfo rigettò ogni richiesta di restituzione dei territori conquistati. Stefano II quindi decise di partire da Pavia e di dirigersi in Francia, per  convincere Pipino il Breve a muovere in suo aiuto, rompendo così la lunga amicizia, sancita dall’alleanza tra Liutprando e Carlo Martello ai tempi dell’invasione araba del regno Franco, tra Longobardi e Franchi. Pare che Astolfo, giunto a conoscenza delle intenzioni del pontefice, cercò in tutti i modi di impedirne la partenza, tuttavia, grazie alle pressioni degli inviati franchi, fu costretto a cedere. Nel gennaio del 754 Stefano II raggiunse Pipino il Breve e lo convinse a muovere guerra contro il regno longobardo. Astolfo, conscio che una parte dell’aristocrazia di Austrasia era poco propensa a Pipino il Breve, dato che conservava simpatie per il fratello del sovrano franco, Carlomanno, che dal 747 si era ritirato nel monastero di Montecassino, fece giungere in Francia Carlomanno, con l’obiettivo di creare discordie all’interno del regno. Ma, giunto al di là delle Alpi, Carlomanno venne rinchiuso in un monastero a Vienne e poi morì.
Nella primavera del 755 Pipino il Breve mobilitò il suo esercito e, nel mese di maggio, raggiunse le chiuse di San Michele, nella valle della Dora Riparia a monte di Avigliana, dove correva il confine con il regno longobardo. Qui il re franco tentò un’ultima trattativa con Astolfo, promettendo al sovrano longobardo ben 12 000 solidi d’oro in cambio della restituzione a Stefano II dei territori occupati, ma Astolfo rifiutò l’offerta. Ne seguì uno scontro, durante il quale le forze longobarde furono sopraffatte dai Franchi e Astolfo, insieme ai resti del suo esercito, fu costretto a rinserrarsi a Pavia.

## L'Assedio
Nel giugno del 755 Pipino il Breve, con il grosso dell’esercito franco raggiunse Pavia e iniziò le operazioni ossidionali. Scarsissime sono le informazioni che abbiamo sull’assedio, probabilmente i Franchi si limitarono a effettuare un blocco statico intorno alle possenti fortificazioni della città, dato che non ci sono giunte notizie di particolare scontri tra i due eserciti. Verosimilmente, le operazioni durarono per circa un mese, durante il quale le forze franche non impegnate nell’assedio occuparono vasti territori del regno longobardo. Intuendo che ogni ulteriore resistenza era vana, Astolfo decise di trattare la pace con Pipino il Breve. L’accordo fu trovato molto rapidamente, tanto che già nel mese di luglio l’esercito franco aveva abbandonato il territorio longobardo. Astolfo avrebbe mantenuto il regno, ma doveva cedere a Stefano II Ravenna e le altre città conquistate,  giurando che non avrebbe più mosso guerra contro il papa e l’impero bizantino. Inoltre dovette versare a Pipino il Breve un pesante tributo e consegnare al re franco in ostaggio 40 membri delle più importanti famiglie aristocratiche del regno.